# 30-й полк ЭЛАС
30-й полк ЭЛАС (греч. 30ο σύνταγμα του ΕΛΑΣ) — воинская часть Народно-освободительной армии Греции (ЭЛАС) в годы Второй мировой войны. Полк действовал в сложном с военно-политической точки зрения приграничном регионе на севере Центральной Македонии против Вермахта и болгарской оккупационной армии, а также против славяноязычных и греческих коллаборационистов. Несмотря на небольшой период времени существования (около 16 месяцев), полк отмечен своим участием в значительных сражениях, как то Сражение при Мухарем Хани, Сражение в Килкисе и др.
В силу значительного числа иностранных граждан в составе полка, согласно Т. Мицопулосу — 30-й полк «вероятно самый многонациональный полк ЭЛАС».

## Создание полка

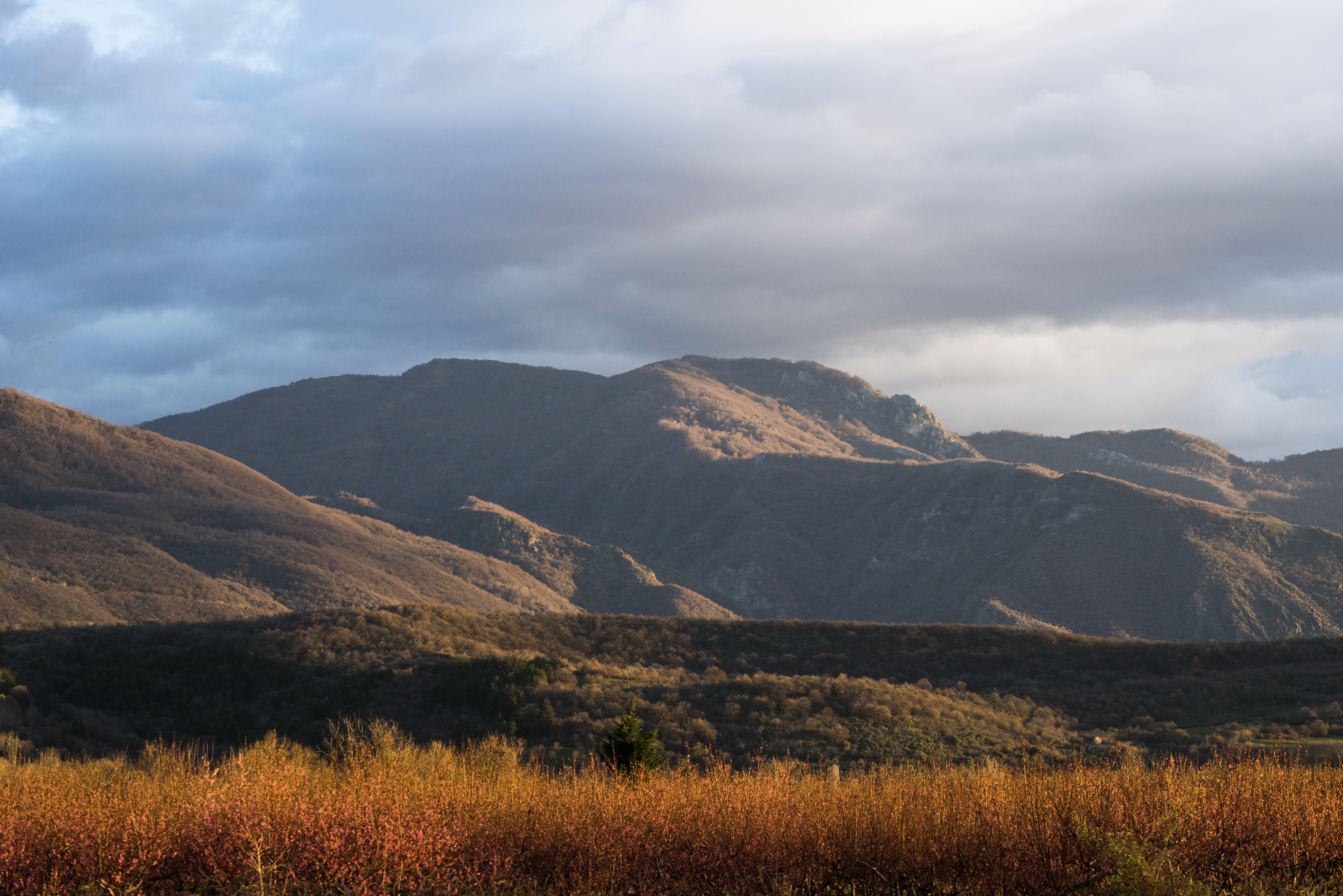
Гора Пайкон.

30-й полк ЭЛАС был образован осенью 1943 года в результате слияния отрядов штаба горы Мавровуни (Круссиа) с отрядами штаба горы Пайкон и включением в него прибывающих новых бойцов-добровольцев.
После 5 дней непрерывного марша отряд 154 бойцов из штаба в Мавровуни прибыл на гору Пайкон
За год полк в десять раз увеличил численность своего личного состава с 400 до 4000 бойцов.
С перспективой роста, в организационном плане полк насчитывал два батальона и 7 рот.

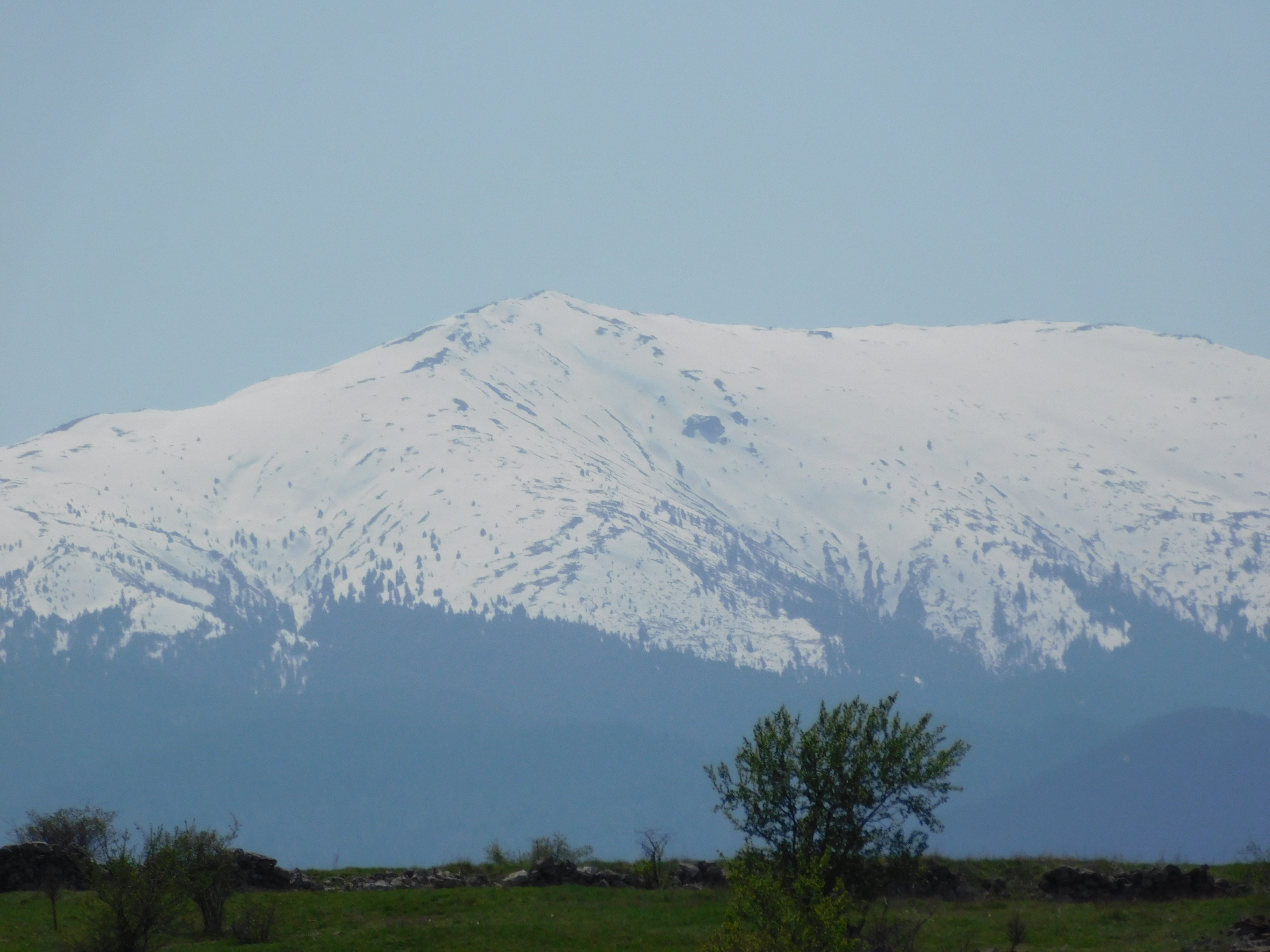
Гора Каймакчалан

Базой полка были горы Пайкон и сектором деятельности стал регион Пайкон — Каймакчалан (Ворас).
Одним из существенных успехов полка является тот факт, что в полку сражались представители более десяти наций и стран, и, одновременно, полк гармонично вёл боевые действия в приграничном районе совместно с югославскими и, в их составе, с болгарскими партизанами.

## «Интернациональная рота»
Одной из рот полка была т. н. «Интернациональная рота».
В её составе были «русские», поляки, итальянцы, австрийцы и (даже) мароканцы.
Многие из них бежали из лагерей военнопленных, другие из германских соединений где они служили. Название интернациональная дали роте греческие партизаны. С сентября командиром («капитаном») роты был Спирос Хадзисирос. Чтобы удовлетворить чувства своих подчинённых, «капитан Спирос» утяжелил свою пилотку, где наряду с эмблемой ЭЛАС, были прикреплены государственные эмблемы его подчинённых По партизанским меркам рота считалась дисциплинированной и насчитывала много грамотных бойцов.
Бойцы были ограничены знанием своего языка, однако мароканцы все знали французский.
В начале января 1944 года, 2-й батальон и в его составе Интернациональная рота атаковала город Аридея, Центральная Македония. Немцы потеряли в этом бою 21 убитых и десятки раненных. Интернациональная рота атаковала склад где немцы расположили свои пулемёты и миномёты.
«Капитан Спирос» погиб чуть позже в бою у приграничного (с Югославией) греческого села Като Корифи

## Эпизод Дзены

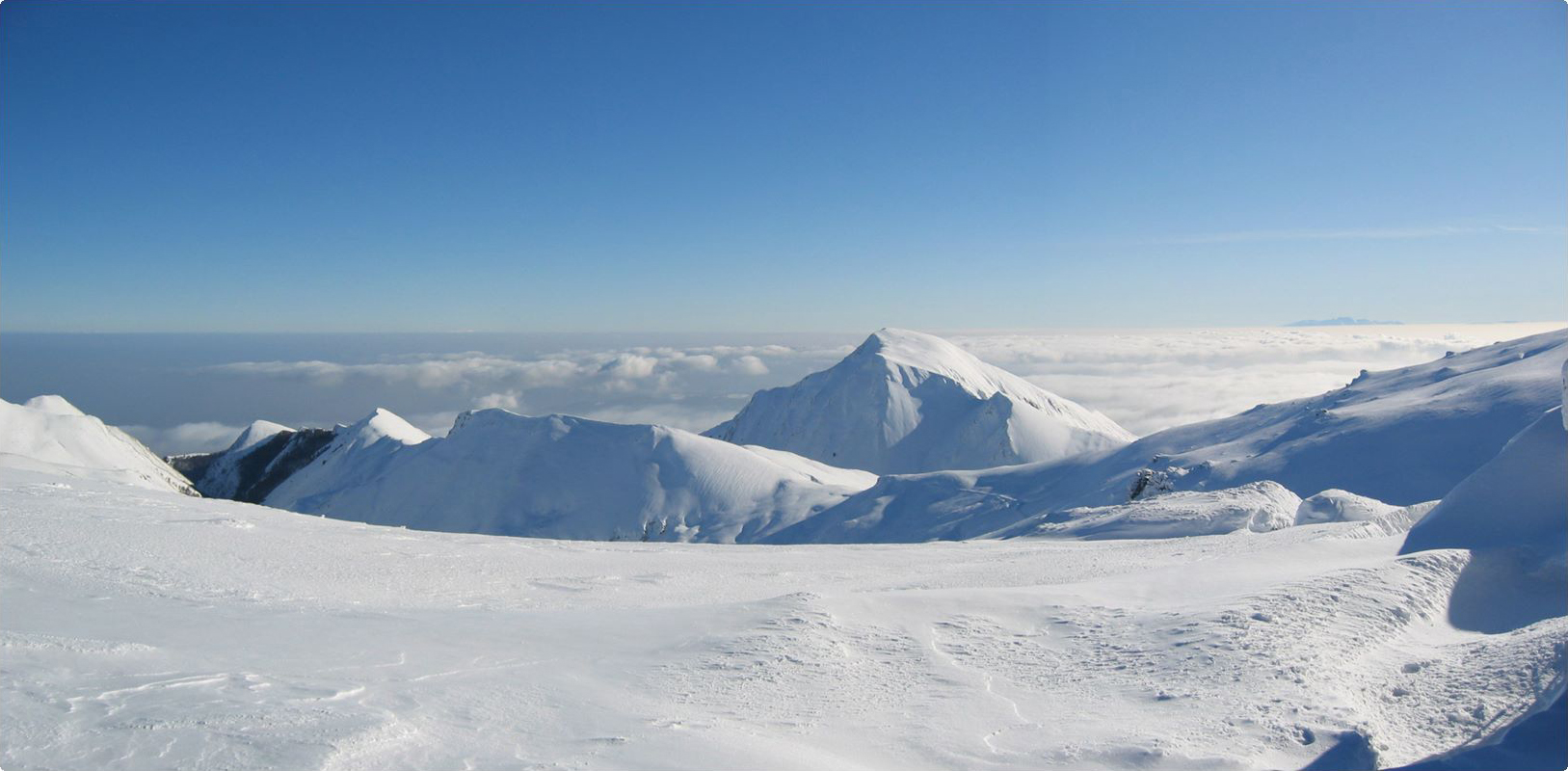
Гора Дзена (Кожуф)

3 января 1944 года оккупационные войска начали операцию с целью зачистить от партизан округ Аридеи, в которой задействовали около 6 000 солдат. Части 30-го полка решили отойти к заснеженным вершинам пограничной (с Югославией) горы Дзена (Кожуф).
Югославские партизаны не последовали за ними, считая этот марш в снежной буре сумасшествием. Через несколько часов подъёма в гору греческие партизаны осознали что не могут продолжить марш и стали возвращаться на исходную базу. В поиск недосчитавшихся 80 партизан была совершена, в целом успешная, совместная греко-югославская экспедиция
Группе 10 партизан удалось вернуться в свой лагерь только через 8 дней, но обмороженными с сине-чёрными ногами.
Главным героем этого эпизода стал немецкий антифашист Альфред, который увидев что партизаны расположили обмороженных у огней, с манией принялся сапогами тушить огни и материться по-немецки, заявляя что огонь это убийство для обмороженных и просил доверить их ему. Он выбрал 5 здоровых партизан и растирал обмороженных одного за другим — к вечеру обмороженные пришли в себя.
В числе спасённых Альфредом партизан был и будущий (1945) вратарь салоникского ПАОК (футбольный клуб), Сократис Фелурис (вместо штатного вратаря Никоса Сотириадиса, который погиб в Албании в январе 1941 года, в ходе греко-итальянской войны).
После этого эпизода Альфред был назначен ответственным за полевой госпиталь.
Другой заблудившейся группе 8 партизан полка не повезло — их кости и останки были найдены весной 1944 года, когда снега сошли.

## Германские и австрийские антифашисты в составе полка
Немецкий социал-демократ Альфред сразу после своего пленения партизанами заявил о своём желании принимать участие в боях против Вермахта и болгар. Первоначальный контакт с Альфредом был возможен только через знающего немецкий партизана Янниса.
После эпизода на горе Дзена, Альфред был назначен ответственным за полевой госпиталь.
В конце июля 1944 года группа трёх эласитов полка совершила дерзкую операцию в центре города Яница.
Двое были австрийскими солдатами Вермахта вступившими в ЭЛАС — венский студент Отмар и Рудольф. Третьим был грек Павлос Калпакас. (Отмар был студентом Политехнического института Граца, связался с ЭАМ в Янице, первоначально передавал информацию, затем ушёл к партизанам).
В полдень одетые в гражданском тройка эласитов направились к дому зубного врача и подпольщика Манолакиса. Каким то образом -уловкой они пригласили к врачу 5 немецких солдат и разоружили их.
На следующий день немцы сожгли дом врача и самого отправили в концлагерь «Павлос Мелас» в Салоники.
Узнав что в разоружении приняли участие австрийцы и терроризируя личный состав своих частей, немцы расстреляли в городе 17 австрийских солдат.
В тот же день, 16 июля 1944, группа ЭЛАС и в её составе несколько австрийцев атаковала из засады немецкую колонну шедшую в Янница — немцы потеряли убитыми более 25 солдат.
Несколько греков, австриец Отмар и итальянец Нино были заняты пропагандой среди немецких и итальянских солдат — печатали листовки, информировали о событиях на Восточном и других фронтах, о том что в горах Греции был создан «Антифашистский комитет немецких солдат». Во время атак обращались к немецким и итальянским солдатам через самодельные рупоры.
В победном сражении полка при Мухарем Хани отмечено участие взвода немецких антифашистов, из числа солдат бежавших из гарнизона города Яница.

## Советские граждане в составе 30-го полка
В августе 1943 года, незадолго до перехода отряда штаба горы Мавровуни в Пайкон в него вступили 3 советских гражданина, сумевших бежать из лагеря, созданного оккупантами в казармах «Павлос Мелас» в Салониках. Беглецы доверили свою судьбу неизвестному для них крестьянину, и с помощью подпольных организаций были перевезены в село Перистери, в регионе города Килкис.
По прибытии сразу попросили оружие, но первоначально были использованы в информационной деятельности — уроки о жизни в СССР и т. д.
Впоследствии пропагандистами о жизни в СССР стали добровольцы под именами «Иван» и «Саша».
В открытом поле функционировала мастерская 30го полка по ремонту оружия возглавляема грузином Сергеем Габриеловым, которого греческие партизаны прозвали по имени (древнего) греческого бога Гефестом. Комиссар Т. Мицопулос, продолжая тему греческой мифологии, добавляет что «однако Сергей был красивее Гефеста».

### Граждане СССР против партизан
13 января 1944 года, 60 бойцов 30го полка, вместе с югославским «батальоном» «Ст. Наумов»(около 70 бойцов) и при нём Болгарский партизанский батальон имени Христо Ботева (около 70 бойцов) атаковали немецкие силы на горном плато Мегала Ливадия (Ливада)
(все три батальона не располагая соответствующим числом бойцов именовались таковыми в перспективе их роста).
Немецкий авангард даже не успел подготовиться и сразу сдался. Между тем фланги засады обстреляли основную колонну, солдаты которой обратились в бегство, преследуемые партизанами. Партизан Иорданис из тюркоязычных беженцев Малоазийской катастрофы взял в плен и привёл в штаб 2 «немцев», которые обращались к нему «кардаш, я коммунист».
Игнорируя это заявление и в силу знания турецкого языка, Иорданис информировал штаб что это «татары Кавказа» (предположительно Азербайджанский легион вермахта), из коих состояла вся часть — только офицеры были немцами.
В общей сложности результатом боя было 54 пленных «татар» и немец командир, плюс 20 убитых «немцев».

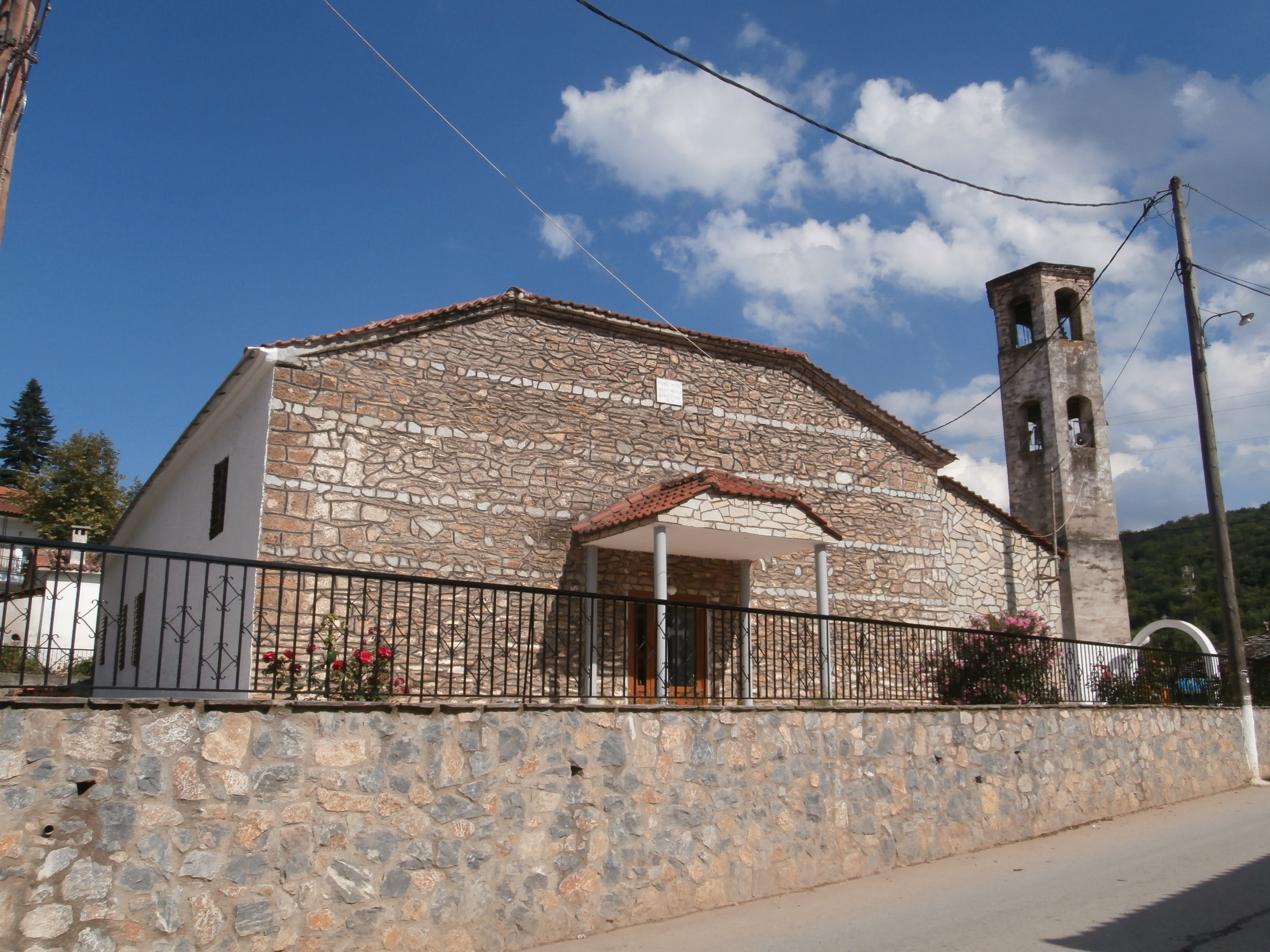
Церковь Св. Николая в селе Архангелос, где находился штаб 30го полка

Трофеи греки и югославы поделили по братски. Греческие партизаны вернулись в ставку 30-го полка в селе Архангелос (Ошин). При этом нет информации о судьбе пленных (бывших) граждан СССР, а также нет упоминания о том что кто либо из них примкнул к партизанам.

## Итальянцы в составе полка
В составе местного отряда на горе Пайкон первоначально было 2 итальянца, Доменико и Риголето (псевдоним — в силу комического характера). Оба были осуждены итальянским трибуналом но при перевозке в Италию выпрыгнули из вагона и примкнули к партизанам. Следующим в полк вступил Марио, сын гонимого режимом Муссолини социалиста
К лету 1944 года итальянцы стали самой многочисленной группой иностранцев в составе 30-го полка. Поскольку иностранцы не всегда были нужны в боевых частях и всегда существовала языковая проблема, иностранцев часто направляли на вспомогательные работы: в частности из итальянцев была создана под руководством сержанта Нино бригада, которая строила круглые хижины, переплетённые ветками бука на высоту полутора метров. Вместо крыш устанавливали сброшенные с союзных самолётов парашюты.

## Марокканцы
Начиная с 1943 года, германское командование пыталось решить проблему подкреплений кроме переброски в Грецию элитных частей боевых частей, также частями из немецких штрафников (Штрафная дивизия 999), а также «иностранных» соединений — такие, как батальон особого назначения «Бергманн», Арабский легион «Свободная Арабия» и других.
Из последней части (вероятно) происходят и дезертиры марокканцы, число которых в полку было достаточно заметным. Марокканцы отличились в боях против славяноязычных коллаборационистов, где четверо из них были ранены.
Т. Мицопулос особенно выделяет бойца 3-го батальона по имени (?) Атман.
Он был дезертиром из немецких частей и первоначально его направили в транспортный взвод, но он пожаловался что ему не доверяют, после чего ему доверили оружие. Атман, невзирая на указания офицеров, всегда сражался стоя и погиб стоя, в бою против славяноязычных коллаборационистов у Яницы.

## Сотрудничество с югославскими партизанами
Югославские партизаны иногда разбивали лагеря на греческой территории, в частности в горных массивах Пеллы, где вступали в контакт с 30 м полком ЭЛАС. В югославских отрядах были и болгары, в основном дезертиры из болгарской оккупационной армии, которых возглавили Петров, Дичо и Трифон Балкански.
В декабре 1943 года в регион деятельности 30-го полка перешли большие соединения НОАЮ — две бригады и группа батальонов которые расположились в греческих сёлах на южных склонах приграничной горы Дзена (Кожуф).
Их генштаб расположился в греческом селе Фустани, в зоне контроля 30-го полка, где расположился также представитель генштаба НОАЮ и член ЦК компартии Югославии Светозар Вукманович («Tемпо»).
По заявлению югославов они перешли на греческую территорию «для отдыха и перегруппировки». Они были босыми и голодными, с большим числом раненных и больных.
Подпольные организации ЭАМ греческих сёл встретили югославские части по братски — предоставили кров, пищу, одежду кожу для лаптей.
Михаило Апостолски, в своей книге "Из Дзены в Козяк"пишет: «Население этой греческой епархии, подпольные организации и их руководство приняли наши части радушно и по братски, как и все наши части которые в ходе нашей общей антифашистской борьбы были вынуждены перейти на эту греческую территорию. Также по братски нас встречали и части ЭЛАС. (σελ. 135)»
Вступая в греческие регионы югославы запрашивали контакт с местными организациями и посылали связных в ближайшие отряды ЭЛАС.
Во многих случаях греческие и югославские отряды располагались в одних и тех же сёлах.

### Первые проявления идеологемы македонизма
Посланный в Сербскую Македонию представитель генштаба НОАЮ «Темпо», организовал на юге Югославии т. н. «Генштаб подразделений Македонии»:111.
Болгария была союзником Германии и оккупантом в Югославии и Греции. В силу этого, позиция БКП в Коминтерне, согласно Д. Данопулоса «была ослаблена и югославам удалось получить согласие Коминтерна на подчинение Тито всех славяно-македонских организаций в пределах Югославии и Болгарии»:111.
Темпо также призывал население югославской Македонии к «строительству своей нации, в соединении с другими югославскими народами» и добавлял, что «у македонского народа есть все предпосылки в осуществлении своего объединения».
Современный болгарский историк Божидар Димитров, директор Национального исторического музея в Софии, отмечает анти-болгарский характер политики македонизма и утверждает, что македонская нация и язык были созданы Компартией Югославии.

### Фактор Балканского штаба
Идея создания объединённого штаба партизан Греции, Югославии и Албании принадлежала Темпо. Он также предложил свободное передвижение партизан трёх стран в сопредельных регионах, но и общее коммюнике «о самоопределении македонской нации после окончания войны».:113.
25 июня 1943 года, на греческой территории, состоялась, встреча с участием от югославской стороны Темпо, от албанской Джодже, от КПГ А. Дзимаса, от ЭАМ-ЭЛАС генерала Сарафиса:113.
Стороны согласились обсудить идею объединённого штаба и заход югославских отрядов на территорию соседей, для вовлечения славяноязычного населения в Сопротивление. Но греческая сторона отказалась принять югославское предложение о признании славяно-македонскому меньшинству права на самоопределение после войны:113.
Подписание протокола вызвалο возмущение в КПГ, направленное против А. Дзимаса, который не имел авторизации подписать подобное соглашение и «попал в западню великодержавной политики Тито на Балканах». Руководство КПГ сочло, что свободный заход югославских отрядов на греческую территорию даст возможность ирредентистской пропаганды среди славофонов, направленной против Греции. Генерал Сарафис был против создания штаба, сохраняя опасения о югославских намерениях в отношении (греческой) Македонии:114.
«Гегемонизм югославов» и игра против Греческой Македонии усилили подозрения против них:115.
В августе КПГ отказалась от идеи единого штаба, считая его преждевременным и предложив лишь поддерживать связь между штабами. Несмотря на это, югославские отряды заходили на греческую территорию, производили мобилизацию славяноязычного населения и вели ирредентистскую пропаганду. Это вынудило КПГ поставить вопрос ребром и запретить бесконтрольную деятельность югославов на территории Греции:116.
21 декабря, Дзимас и Л. Стрингос встретились в Фустани, в зоне контроля 30-го полка, с Темпо и представителями созданной им на югославской территории «Народной армии Македонии» и потребовали их окончательного ухода с греческой территории:116.
В начале февраля 1944 года в селе Теодоракион Пеллы (Тодорци) части 30-го полка, возвращаясь на свою базу в Архангелос после боя у села Арависсос, встретились с югославо-болгарским батальоном уходящим на югославо-болгарскую границу. Комиссар полка Танасис Мицопулос пишет что проводы были тёплыми.
Колонну уходящих югославских партизан возглавил сам Темпо.

## Приход 13-го полка и «Русской роты»
26 февраля 1944 года части 30-го полка и приданных ему частей 13-го полка ЭЛАС предприняли совместную диверсионную операцию с целью уничтожения железнодорожного моста на реке Аксиос (Вардар).
В составе 13-го полка в операции приняла участие и т. н. «Русская рота», насчитывавшая около 60 бывших советских военнопленные бежавших из разных лагерей, в основном из Салоник. В состав роты были дополнительно включены и 20 греческих партизан.
Командиром роты был назначен Иван Барсуков из села Водораздел Ставропольского края, комиссаром Юрий Лазаренко из Полтавы.
Взводами командовали Магомет Батыров из села Хунзах Дагестана, москвич Александр (Саша) Ганин, Казаков и др. Рота была сформирована по просьбе советских граждан, с момента когда их число стало значительным и была наречена «Русской ротой» греческими партизанами.

## Интернациональный Первомай — Уход «Русской роты»
30 апреля 1-й батальон полка после ночного марша пришёл в село Певкото́ (Сборско) на приграничной с Югославией горе Дзена. Здесь за день до этого расположился югославский полк ушедший на греческую территорию от немецко-болгарских карательных операций.
Подошёл также и ΙΙ батальон 30-го полка с Каймакчалана — таким образом в этом маленьком горном селе (не более 25 домов) расположились около 1200 греческих партизан, плюс партизаны югославского полка под командованием офицера авиации черногорца «Гюро» (Брайович, Петар).
Празднование Первомая было совместным, совместными были и речи и танцы. Мицопулос отмечает что в массовых греко-югославских хороводах приняли участие и члены британской миссии, но их руководитель холерик Джак Джосн наблюдал за праздником молча.
Югославский полк заявил что уходит на свою территорию. Партизаны «Русской роты» выразили командованию греческих 13-го и 30-го полков своё желание уйти с югославским полком из лингвистических соображений (понимают друг друга лучше на славянских языках).
Вечером перед строем партизан был зачитан приказ 30-го и 13-го полков, своего рода прощание с «Русской ротой».
От советских говорил Иван Барсуков.
Однако не все советские ушли с «Русской ротой». Многие из своих (полковых) русских предпочли остаться в 30-м полку. Двое из них, «Вася» и «Коля» погибли в том же месяце, в мае 1944 года.

### «Двадцать лет спустя» — в горахДагестана
И. Барсуков и комиссар Танасис Мицопулос дали друг другу обещание, обязательно встретиться после Победы в своих свободных Отечествах. В силу перипетий Мицопулоса в послевоенной Греции (тюремное заключение в Салониках, участие в Гражданской войне в Греции, политическая эмиграция в Бухарест) его обещание было исполнено «двадцать лет спустя»
В мае 1966 года, в селе Хунзах Дагестана, 2750 метров над уровнем моря, в доме Батырова встретились 4 бойца ЭЛАС — русский Иван Васильевич Барсуков, дагестанец Магомет Саадулаевич Батыров, грузин Сергей Степанович Габриелов из Тбилиси и грек Т. Мицопулос.
А также член союза писателей СССР, которого Мицопулос именует Магомет Сулейманович.

## 30-й полк в военно-политических событиях пограничной зоны в 1944 году

### Болгарский фактор
С началом оккупации в мае 1941 года Греция была разделена на 3 зоны оккупации — германскую, итальянскую и болгарскую. Немцы предоставили Болгарии греческие Восточную Македонию и Западную Фракию, а также сербскую Вардарскую бановину. Западная Македония и Центральная Македония остались под контролем итальянцев и немцев.
Решение не удовлетворяло все амбиции болгар, которые организовали т. н. «Болгарский клуб» провозгласивший своей целью защиту прав болгар в той части греческой Македонии, которая «осталась в пределах чужой администрации и поддержку оставшегося за пределами границ Болгарии болгарского населения Македонии».
Отряды «Клуба» получили имя «Охрана», число её членов к 1944 году достигло 12.000 человек.
«Охрана» принимала участие в боях против партизан «про-коммунистической» Народно-освободительной армии Греции (ЭЛАС) и совершила ряд военных преступлений против греческого населения региона:31.
Попытки Национально-освободительного фронта (ЭАМ) вырвать славяноязычное население из под влияния оккупантов имели ограниченный успех. Кроме коренного греческого населения региона, ЭАМ поддерживали в основном малоазийские беженцы.

### 30-й полк против славяноязычных коллаборационистов
Полк действовал в многонациональном и многоязыковом регионе, где одним из значительных городов был Гумениса, Центральная Македония, расположенный на восточном склоне Пайкона. Кроме греческого населения, значительную часть населения составляли славяноязычные (в болгарском чтении — болгаро-язычные) жители.
В то время как трёхъязычное (болгарский-влашский-греческий) село Кастанери (Баровица) и тюркоязычное (беженцы) село Мандалово поддерживали партизан, жителей многих славяноязычных сёл греческим (и югославским) партизанам приходилось убеждать не поддаваться болгарской пропаганде и не вооружаться против ЭЛАС.
В частности полк выступил к славяно-валашско-язычному селу Карпи (Църна рѣка), сопровождаемый югославскими партизанами. Жители села, и славяноязычные и влахоязычные, подвергались пропаганде и давлению «Охраны», которую представлял болгарский офицер Димчев. Пропагандистский рейд и обращение к сельчанам имели результат — правда что мало кто вступил в ЭЛАС, но правда что никто не воевал против.
Но не всегда было достаточно одного убеждения.
В мае 1944 года части полка атаковали вооружённое болгарами село Платани (Яворени), где его славяноязычное (болгаро-язычное) население организовало отряд примерно 100 бойцов «Охраны» и установило болгарскую местную общинную власть.
25 мая, после четырёхчасового боя автономисты отбили атаку частей полка, атака повторилась 27 мая, после чего село было занято партизанами.
В бою погибли 46 эласитов, десятки были ранены. Последовала атака на село Врита (Гугово) — ещё 15 убитых эласитов.
Боевой дух славяноязычных сепаратистов пал, после чего без проблем были разоружены сёла Севастиана (Въгени), Ниси и Каридья (Техово).
В целом в ходе этих операций ЭЛАС потерял убитыми 115 бойцов и 150 раненных. В числе раненных 4 мароканца.

### Создание и расформирование СНОФ
К лету 1943 года в рядах ЭЛАС воевали около 2 тысяч человек из приграничного славяноязычного меньшинства, но КПГ считала, что результаты её работы с меньшинством были ниже ожидаемых, поскольку «славофоны были подвергнуты сильному влиянию сербских автономистских кругов». В силу чего КПГ инициировала создание СНОФ (Славяномакедонский народно-освободительный фронт):117.
До того, нигде в Греции КПГ и ЭАМ не создавали отдельных организаций Сопротивления языковых или этнических меньшинств.
Алексиу пишет, что целью создания СНОФ было вырвать славофонов из под влияния болгарской пропаганды «Охраны»:31, в силу чего формирование отдельной организации под руководством КПГ и ЭЛАС получило поддержку КПЮ.
Создание СНОФ было объявлено в октябре 1943 года в регионах компактного проживания славофонов:25. Были созданы две районные организации в регионах Кастории и Флорины, которые не смогли создать единое правление в силу противоположных взглядов — деятели Кастории, под влиянием КПЮ, выдвинули идею организации меньшинства в Греции на федеративных началах, деятели из Флорины, следуя позиции ГКП, возражали, что в Греции доминирует одна нация и что послевоенная Греция должна быть унитарным государством, где будут признаны права всех меньшинств, включая и «македонское».
СНОФ в целом удалось достигнуть основных целей его создателей. Под его давлением ряд сёл отказался от сотрудничества с Македоно-болгарским комитетом.
СНОФ призывал славофонов вступить в отряд «Лазо Трповски», который насчитывал не более 20 — 70 человек. Несмотря на это, отряд, вместе с несколькими сельскими группами, иногда характеризовались как отдельные «Славомакедонские народно-освободительные войска» (СНОВ).
В связи с ростом проюгославских тенденций СНОФ Кастории, ставившего целью в перпективе выход из Греции и присоединение к Югославии, в мае 1944 районная организация ГКП Кастории вынесло решение о переходе СНОФ в ЭАМ.
В мае 1944 года местная организация КПГ без проблем распустила СНОФ Флорины.
По совету эмиссара КПЮ К. Георгиевски, две группы активистов СНОФ перешли в Югославию.
Возникшее напряжение было разрешено решением КПГ создать два отдельных «славяномакедонских» партизанских батальонов, но только в составе ЭЛАС и под его прямым руководством:118.
В июне 1944 года был сформирован «Эдесский славомакедонский батальон», под командованием рабочего Г. Урдова и учителя П. Раковитиса (Раковски), в составе 30-го полка ЭЛАС.
В августе был сформирован Флорино-Касторийский батальон, под командованим И. Димакиса (Илиас Димовски, «Гоце»), в составе 28-го полка ЭЛАС:118.
До того в ЭЛАС не было отдельных соединений (от батальона и выше) по национально-языковому принципу.
Причиной этого исключения руководство ЭЛАС объясняло целью оторвать славяно-македонские меньшинства от болгарской пропаганды и преодолеть инерцию всё ещё колеблющегося меньшинства для вступления в ЭЛАС.
Комисар 30-го полка Т. Мицопулос пишет, что «нас об этом не спрашивали и не информировали».
Он же пишет, «что мы не могли понять и объяснить целесообразность и необходимость этого решения, учитывая тот факт, что греки и представители меньшинства в единстве сражались за освобождение своего Отечества, однако приняли его в надежде, что это как то поможет в нейтрализации болгарской пропаганды, хотя эта опасность уже ослабла».
«Славяно-македонский батальон» 30-го полка органически являлся частью полка, но оставался в горах Каймакчалан и избегал контакта с полком и сотрудничества и не принял участие ни в одной из операций полка".
При этом, самым большим его достижение была атака на немецкий пост на мосту Агра-Эдесса 4 октября 1944 года.
Первоначально этот батальон насчитывал 52 человек, но вскоре достиг 400 партизан, что на первый взгляд оправдывало идею его создания.

## Мухарем Хани
Ставшие будничными проблемы с славяноязычным меньшинством региона не заслоняли основную задачу полка, каковой было продолжение военных действии против германо-болгарских войск и освобождение страны.
В августе 1944 года, когда (номинально) при полке был создан отдельный славяно-македонский батальон, полк одержал одну из двух самых больших побед в сражении при Мухарем Хани. В сражении, кроме других подразделений, отличился взвод немецких антифашистов, из числа солдат бежавших из гарнизона города Яница.
В сражении также приняла участие небольшая группа англо-американских диверсантов, под командованием связного союзной миссии при 30-м полку майора Джака Джонсона.
В ходе сражения были нейтрализованы до 640 солдат Вермахта и коллаборационистов, 270 были взяты в плен, сотни были ранены.

## Расформирование отдельных батальонов
Жизнь отдельных батальонов славяно-македонцев была непродолжительной (3 месяца). Непрекращающаяся пропагандистская деятельность, отсутствие дисциплины, в особенности батальона «Гоце», поставили на повестку дня вопрос о целесообразности отдельных батальонов.
После того как командир Флорино-Касторийского батальона И. Димакис (Илиас Димовски) отказался исполнить приказ и перейти южнее в поддержку других частей ЭЛАС, командир X дивизии (в составе которой находился 30-й полк), генерал Калабаликис, получив добро генштаба ЭЛАС, приказал расформировать этот батальон, при необходимости и силой. Батальон славяно-македонцев 30-го полка, узнав о участи батальона Гоце, перешёл на территорию Югославии:118, за исключением некоторых бойцов вернувшихся на территорию Греции.
Комиссар 30-го полка Т. Мицопулос пишет что — мы разозлись на наших славяно-македонских соратников и товарищей ушедших от нас
Мы разозлись на наших югославских друзей, которые поощряли их действия и приняли их на своей территории.
Но более всего крепли наши дурные предчувствия о будущем нашей борьбы, о том как нам выпутаться из запутанного положения с англичанами, которые так жёстко опутали нас своими сетями".
Историк Т. Герозисис пишет, что в деле этих двух батальонов были замешаны «не только югославы, но и англичане, через своего офицера связи Эванса»:739.
Подготавливая предстоящую схватку с ЭЛАС, англичане готовились задействовать и использовать любых действительных или потенциальных противников КПГ и ЭЛАС, от греческих коллаборационистов до формирований меньшинств любых политических оттенков.
Эти батальоны были сведены 18 ноября в Битоле югославским руководством в отдельную бригаду под характерным для новой югославской идеологемы географическим неологизмом «Первая эгейская ударная бригада».
А. С. Аникеев в своей работе отмечает, что не только командование ЭЛАС, но и «англичане рассматривали создание этой бригады как югославские претензии на (т. н.) Эгейскую Македонию».

## 30-й полк в Декабрьских событиях
Ещё в сентябре 1944 года, генсек КПГ, Г. Сиантос, высказал своё беспокойство партийному комитету Македонии-Фракии: «Обратите большое внимание на национальный вопрос Македонии и деятельность славяно-шовинистических элементов…».
Столкновение позиций между ЭЛАС и НОАЮ достигло апогея, после того как Тито включил 2 расформированных батальона славяно-македонцев из Греции в свои силы и попытался отправить их на греческую территорию для ведения пропаганды.
4 ноября 1944 года, Леонидас Стрингос, секретарь региона Македонии КПГ, телеграфировал в Афины: «Батальон славофонов Гоце (И. Димакис) попытался вступить на греческую территорию из Агиа Параскеви, севернее Флорины. Они пытались занять Флорину, но после двухчасовых столкновений отступили назад».
В тот же день 30-й полк принял участие в самом кровавом межгреческом столкновении периода оккупации, против отрядов греческих коллаборационистов Македонии, собравшихся в приграничном городе Килкис (Сражение в Килкисе).
22 ноября Л.Стрингос вновь срочно телеграфировал руководству КПГ: «Батальон славяно-македонцев Каймакчалана (то есть номинально бывший батальон 30-го полка) вступил на греческую территорию… Последовал бой. Один лейтенант ЭЛАС убит. Потери славяно-македонцев неизвестны. Приняты меры для усиления границы во всём регионе…».
Группа дивизий Македонии (Ο.Μ.Μ.) ЭЛАС приняла характер пограничных войск, готовясь отразить возможное югославское наступление в направлении Салоник.
Приказом командующих Ο.Μ.Μ. Еврипида Бакирдзиса и Маркоса Вафиадиса было поручено ΙΧ и Χ (в составе которой находился 30-й полк) дивизиям ЭЛАС сформировать пограничные секторы на греко-югославской границе. Бакирдзис подчеркнул, что «состав пограничных отрядов должен быть таковым чтобы исключить также ведение пропаганды в пользу автономистов».
30-й полк, после уничтожения оплотов коллаборационистов, в своей приграничной зоне, полк прикрывал север Центральной Македонии от не союзнических планов-действий со стороны югославов, а также англичан высадившихся в освобождённых силами ЭЛАС Салониках в начале ноября.
С началом декабрьских боёв в Афинах против британской армии и бывших коллаборационистов, 30-й полк получил приказ перейти в греческую столицу.
Переход был совершён за несколько дней, точнее ночей (в силу господства не имевшей противника британской авиации).
Однако на момент подхода полка к Афинам, городские отряды уже выводили свои силы из города.
Начались переговоры о замирении страны.

### Расформирование полка
После подписания Варкизского соглашения, в начале 1945 года командование ЭЛАС издало приказ о разоружении своих сил. В 30-м полку, кроме прочего, встал вопрос о будущем его бойцов-иностранцев.
На момент Освоождения 30-й полк насчитывал 30 немцев, 30 итальянцев, 7 поляков, 2 мароканца, 2 австрийцев и 8 советских граждан.
Соглашения предусматривали что все они должны были быть переданы англичанам. Однако за исключением итальянцев и мароканцев, никакая другая национальная группа не была согласна на это.
Более всех негативно к этому отнеслись немцы, которые заявляли что прежде всего они не пленные, они антифашисты бойцы ЭЛАС. Немцы также заявляли что им нечего делать в лагерях которые они англичане готовят и что англо-американцы ни в коем случае не простят им что они служили в ЭЛАС.
В конечном итоге немцам, австрийцам, полякам и советским была предоставлена возможность добраться до своих стран через сменившую к тому времени военный лагерь Болгарию.